# Backspacer Tour
Backspacer Tour – czternasta trasa koncertowa zespołu Pearl Jam, promująca dziewiąty (i jak dotąd ostatni) studyjny album grupy Backspacer, która odbyła się na przełomie 2009 i 2010 r. W 2009 zespół dał 5 koncertów w Europie, 19 w USA i 7 w Oceanii. W 2010 zespół dał 13 koncertów w USA i 11 w Europie.

## Program koncertów

### Utwory Pearl Jam
1. „1/2 Full”
2. „Alive”
3. „Alone”
4. „All Those Yesterdays”
5. „Alone”
6. „Amongs the Wales”
7. „Animal”
8. „Bee Girl”
9. „Better Man”
10. „Big Wave”
11. „Black”
12. „Black, Red, Yellow”
13. „Blood”
14. „Brain of J”
15. „Breakerfall”
16. „Breath”
17. „Bugs”
18. „Comatose”
19. „Come Back”
20. „Corduroy”
21. „Daughter”
22. „Deep”
23. „Dissident”
24. „Do the Evolution”
25. „Down”
26. „Elderly Woman Behind the Counter in a Small Town”
27. „The End”
28. „Even Flow”
29. „Fatal”
30. „Faithfull”
31. „The Fixer”
32. „Footsteps”
33. „Force of Nature”
34. „Garden”
35. „Ghost”
36. „Given to Fly”
37. „Glorifield G”
38. „Go”
39. „God’s Dice”
40. „Gone”
41. „Gonna See My Friend”
42. „Got Some”
43. „Greatest Waterfall”
44. „Green Disease”
45. „Grievance”
46. „Hail, Hail”
47. „Habit”
48. „Hard to Imagine”
49. „Hold On”
50. „I Am Mine”
51. „I Got Id”
52. „I’m Open”
53. „Immortality”
54. „In Hiding”
55. „In My Tree”
56. „Indifference”
57. „Inside Job”
58. „Insignificance”
59. „Jazz Odyssey”
60. „Jeremy”
61. „Johnny Guitar”
62. „Just Breathe”
63. „Last Exit”
64. „Leash”
65. „Leatherman”
66. „Life Wasted”
67. „Light Years”
68. „Long Road”
69. „Low Light”
70. „Lukin”
71. „Man of the Hour”
72. „Mankind”
73. „Marker In The Sand”
74. „MFC”
75. „No More”
76. „No Way”
77. „Not for You”
78. „Nothing as It Seems”
79. „Nothingman”
80. „Oceans”
81. „Once”
82. „Out of My Mind”
83. „Parachutes”
84. „Parting Ways”
85. „Pilate”
86. „Porch”
87. „Present Tense”
88. „Push Me, Pull Me”
89. „Rats”
90. „Rearviewmirror”
91. „Red Mosquito”
92. „Rival”
93. „Sad”
94. „Satan’s Bed”
95. „Save You”
96. „Severed Hand”
97. „Smile”
98. „Sometimes”
99. „Speed of Sound”
100. „Spin the Black Circle”
101. „Supersonic”
102. „Sweet Lew”
103. „Tremor Christ”
104. „Undone”
105. „Unemployable”
106. „Unthought Know”
107. „Untitled”
108. „Wash”
109. „Wasted Reprise”
110. „Whipping”
111. „Why Go”
112. „Wishlist"
113. „World Wide Suicide”
114. „Yellow Ledbetter”
115. „You Are”

### Covery innych wykonawców
1. „Ain’t Talkin’ 'bout Love” (Van Halen)
2. „All Along the Watchtower” (Bob Dylan/Jimi Hendrix)
3. „Angie” (The Rolling Stones) (fragment)
4. „Another Brick in the Wall” (Pink Floyd) (fragment)
5. „Arms Aloft” (Joe Strummer & The Mescaleros)
6. „Atomic Dog” (George Clinton) (fragment)
7. „Baba O' Riley” (The Who)
8. „Ben” (Michael Jackson) (fragment)
9. „Better Be Home Soon” (Crowded House) (w tym utworze Pearl Jam wspomagali Neil Finn i Liam Finn)
10. „Blitzkrieg Bop” (Ramones) (fragment)
11. „Brain Damage” (Pink Floyd)
12. „Crazy Mary” (Victoria Williams)
13. „Crown of Thorns” (Mother Love Bone)
14. „Dead Flowers” (The Rolling Stones
15. „Driven to Tears” (The Police)
16. „Fuckin' Up” (Neil Young)
17. „Goin Back to Indiana” (The Jackson 5)
18. „Golden State” (John Doe)
19. „Happy Birhday” (melodia tradycyjna)
20. „Heaven and Hell” (Black Sabbath) (fragment)
21. „Hunger Strike” (Temple of the Dog)
22. „I Believe in Miracles” (Ramones)
23. „I Got You” (Split Enz) (ten utwór Pearl Jam także grali z pomocą Neila i Liama Finnów)
24. „If You Want Blood You've Got It” (Pink Floyd) (fragment)
25. „Jersey Girl” (Tom Waits)
26. „Kick Out the James” (MC5)
27. „Last Kiss” (Wayne Cochran)
28. „Leaving Here” (Edward Holland Jr.)
29. „Little Wing” (Jimi Hendrix)
30. „Love, Reign o'er Me” (The Who)
31. „Modern Girl” (Sleater-Kinney) (fragment)
32. „Mountain Song” (Jane’s Addiction)
33. „Not Given Likely” (Chris Knox) (również w tym utworze Pearl Jam wspomagali Neil i Liam Finnowie)
34. „The Needle and the Damage Done” (Neil Young)
35. „People Have The Power” (Patti Smith) (fragment)
36. „Public Image” (Public Image Ltd)
37. „The Real Me” (The Who)
38. „Rockin’ in the Free World” (Neil Young)
39. „Save it For Later” (The Beat) (fragment)
40. „Search and Destroy” (The Stoogs)
41. „So You Want to Be a Rock ’n’ Roll Star (The Byrds)
42. „Soldier of Love (Lay Down Your Arms)” (Arthur Alexander)
43. „Sonic Reducer” (The Dead Boys)
44. „The Star-Spangled Banner” (Francis Scott Key i John Stafford Smith)
45. „Sugar Mountain” (Neil Young)
46. „Sympathy For the Devil” (Jagger/Richards) (fragment)
47. „Throw Yor Hartred Down” (Neil Young)
48. „Under Pressure” (Queen)
49. „Whip It” (Devo)
50. „You Can’t Put Your Arms Around a Memory” (Johnny Thunders)
51. „You've Got to Hide Your Love Away” (The Beatles)

## Lista koncertów

### Koncerty w 2009

#### Europa
1. 11 sierpnia 2009 – Londyn, Anglia – O2 Shepherd’s Bush Empire
2. 13 sierpnia 2009 – Rotterdam, Holandia – Ahoy Rotterdam
3. 15 sierpnia 2009 – Berlin, Niemcy – Wuhlheide
4. 17 sierpnia 2009 – Manchester, Anglia – MEN Arena
5. 18 sierpnia 2009 – Londyn, Anglia – O2 Arena

#### Ameryka Północna– część 1
1. 21 sierpnia 2009 – Toronto, Kanada – Molson Amphitheatre
2. 23 sierpnia 2009 – Chicago, Illinois – United Center
3. 24 sierpnia 2009 – Chicago, Illinois – United Center
4. 28 sierpnia 2009 – San Francisco, Kalifornia – Outside Lans Festival

#### Ameryka Północna – część 2
1. 21 września 2009 – Seattle, Waszyngton – KeyArena
2. 22 września 2009 – Seattle, Waszyngton – KeyArena
3. 25 września 2009 – Vancouver, Kolumbia Brytyjska – General Motors Place
4. 26 września 2009 – Ridgefield, Waszyngton – The Amphitheater at Clark County
5. 28 września 2009 – West Valley City, Utah – E Center
6. 30 września 2009 – Los Angeles – Gibson Amphitheatre
7. 1 października 2009 – Los Angeles, Kalifornia – Gibson Amphitheatre
8. 4 października 2009 – Austin, Teksas – Austin City Limits Music Festival
9. 6 października 2009 – Los Angeles, Kalifornia – Gibson Amphitheatre
10. 7 października 2009 – Los Angeles, Kalifornia – Gibson Amphitheatre
11. 9 października 2009 – San Diego, Kalifornia – Viejas Arena
12. 27 października 2009 – Filadelfia, Pensylwania – Vachovia Spectrum
13. 28 października 2009 – Filadelfia, Pensylwania – Vachovia Spectrum
14. 30 października 2009 – Filadelfia, Pensylwania – Vachovia Spectrum
15. 31 października 2009 – Filadelfia, Pensylwania – Vachovia Spectrum

#### AustraliaiOceania
1. 14 listopada 2009 – Perth, Australia – Members Equity Stadium
2. 17 listopada 2009 – Adelaide, Australia – Adelaide Oval
3. 20 listopada 2009 – Melbourne, Australia – Etihad Stadium
4. 22 listopada 2009 – Sydney, Australia – Sydney Football Stadium
5. 25 listopada 2009 – Brisbane, Australia – Queensland Sports and Athletics Centre
6. 27 listopada 2009 – Auckland, Nowa Zelandia – Mt Smart Stadium
7. 29 listopada 2009 – Christchurch, Nowa Zelandia – AMI Stadium

### Koncerty w 2010

#### Ameryka Północna – część 3
1. 1 maja 2010 – Nowy Orlean, Luizjana – New Orleans Jazz Festival
2. 3 maja 2010 – Kansas City, Missouri – Sprint Center
3. 4 maja 2010 – Saint Louis, Missouri – Scottrade Center
4. 6 maja 2010 – Columbus, Ohio – Nationwide Arena
5. 7 maja 2010 – Noblesville, Indiana – Verizon Wireless Music Centre
6. 9 maja 2010 – Cleveland, Ohio – Quicken Loans Arena
7. 10 maja 2010 – Buffalo, Nowy Jork – HSBC Arena
8. 13 maja 2010 – Bristow, Virginia – Jiffy Lube Live
9. 15 maja 2010 – Hartford, Connecticut – XL Center
10. 17 maja 2010 – Boston, Massachusetts – TD Garden
11. 18 maja 2010 – Newark, New Jersey – Prudential Center
12. 20 maja 2010 – Nowy Jork, Nowy Jork – Madison Square Garden
13. 21 maja 2010 – New York City, Nowy Jork – Madison Square Garden

#### Europa – część 2
1. 22 czerwca 2010 – Dublin, Irlandia – The O2
2. 23 czerwca 2010 – Belfast, Irlandia Północna – The Odyssey
3. 25 czerwca 2010 – Londyn – Hard Rock Calling
4. 27 czerwca 2010 – Nijmegen, Holandia – Rock In Park Festival
5. 30 czerwca 2010 – Berlin, Niemcy – Wuhlheide
6. 1 lipca 2010 – Gdynia, Polska – Heineken Open’er Festival
7. 3 lipca 2010 – Arras, Francja – Main Square
8. 4 lipca 2010 – Werchter, Belgia – Rock Werchter
9. 6 lipca 2010 – Wenecja, Włochy – Heineken Jammin’ Festival
10. 9 lipca 2010 – Bilbao, Hiszpania – BBK Live Festival
11. 10 lipca 2010 – Oeiras, Portugalia – Optimus Alive!

## Muzycy
- Eddie Vedder – wokal prowadzący, gitara
- Stone Gossard – gitara rytmiczna
- Mike McReady – gitara prowadząca
- Jeff Ament – gitara basowa
- Matt Cameron – perkusja
- Boom Gaspar – organy Hammond B3 i keyboardy (jako dodatkowy muzyk)